# Das Gastmahl der sieben Weisen
Das Gastmahl der sieben Weisen (altgriech. Συμποσιακὰ τῶν ἑπτὰ σοφῶν  Symposiaka tōn hepta sophōn) ist ein Teil der Moralia des altgriechischen Schriftstellers Plutarch.
Es enthält in dialogischer Form die Lehren der Sieben Weisen von Griechenland.

## Ort und Zeit
Die ersten volkstümlichen Darstellungen von einem Symposion der Sieben Weisen  sind relativ alt. Die Sprache und die Verse weisen auf das Athen des 5. Jahrhunderts. Wo die Weisen sich getroffen haben, ob bei Kroisos, dem König von Lydien, oder in Delphi, ist unbekannt.

## Skolien
Von dem Gastmahl sind Trinklieder, so genannte Skolien (anlässlich eines Symposions vorgetragenes Lied), von sechs der Sieben Weisen erhalten, die hier in der deutschen Übersetzung des Altphilologen Bruno Snell zitiert sind.

### Thales
Thales von Milet war Kaufmann, Mathematiker und Naturphilosoph.
Nicht die vielen Worte verraten kluges Urteil.

Such Ein Weises,

wähl Ein Gutes.

Sonst wirst du nur wüstredende Zungen der Schwätzer lockern.

### Solon
Solon von Athen war Dichter, Philosoph und verdienter Politiker.
Hüte dich, sieh jeden an,

ob er nicht heimliche Lanze trägt im Herzen,

wenn er mit hellem Gesicht zu dir spricht,

ob nicht zwieredig die Zunge aus schwarzem Herzen tönt.

### Chilon
Chilon von Sparta war Mitglied des obersten Kontrollorgans, des Ephorats.
An Prüfsteinen probt sich das Gold

und gibt sich klar zu kennen; an der Zeit aber

gibt die Gesinnung der Menschen, der guten wie der bösen, ihre Probe.

### Pittakos
Pittakos von Mytilene war Tyrann der Insel Lesbos.
Mit Bogen und Köcher soll man

einem Bösen begegnen.

Denn nichts Zuverlässiges schwatzt durch seinen Mund

die Zunge, die im Herzen zwieredige Gedanken hegt.

### Bias
Bias von Priene war Tyrann seiner Heimatstadt Priene.
Den Bürgern sei allen gefällig, willst du in der Stadt bleiben.

Das bringt den meisten Dank. Eigensinniges Wesen

zündet oft schädliches Unheil an.

### Kleobulos
Kleobulos von Lindos war Tyrann der Insel Rhodos.
Ungeist ist das meiste unter den Menschen

und der Worte ein Haut"; doch rechtes Maß wird helfen.

Ersinne Gutes. Die Freundlichkeit soll nicht wahllos sein.

### Myson
Von dem Bauern Myson von Chenai ist als Einzigem kein Trinkspruch überliefert.

## Zitat
- „Ein Kopfweh verursachender, lästiger und ungezogener Tischgenosse zerstört alle Lust.“ (Kapitel 2, 147 f. – «σύνδειπνος δὲ κεφαλαλγὴς καὶ βαρὺς καὶ ἀνάγωγος παντὸς […] χάριν ἀπόλλυσι.»)